# The Next Three Days
The Next Three Days (titulada en español Los próximos tres días en España, Venezuela y Perú y Sólo tres días en Argentina) es una película dramática estrenada el 10 de noviembre de 2010 en Estados Unidos, el 5 de enero de 2011 en España y el 17 de marzo del mismo año en Argentina. Protagonizada por Russell Crowe, está dirigida y escrita por Paul Haggis, ganador de tres Premios Óscar en 2006 (Crash). Se trata de un remake de la película francesa Pour elle (Cruzando el límite, 2008), basada a su vez en la novela de título homónimo.

## Argumento
En Pittsburgh, Pensilvania, Lara Brennan es condenada a cadena perpetua por asesinato. Tres años después, su hijo pequeño Luke deja de reconocerla durante las visitas a la cárcel, a pesar de los esfuerzos de su marido John. Tras el fracaso de la apelación de Lara, su abogado insta a John a aceptar las pruebas: tras una pelea pública con su jefe, Lara fue vista saliendo del aparcamiento donde éste fue apaleado con un extintor; aunque Lara afirma haberse topado con el verdadero sospechoso, sus huellas estaban en el arma homicida y se encontró sangre de la víctima en su abrigo. Sin opciones legales, Lara intenta suicidarse y John está decidido a sacarla de la cárcel.
John consulta al ex recluso Damon Pennington, que escribió un libro sobre sus siete fugas de prisión, y hace los preparativos necesarios durante los tres meses siguientes, estudiando las rutinas dentro de la cárcel del condado de Allegheny. Al intentar comprar pasaportes falsos a un traficante de drogas, es conducido a un bar donde es golpeado y atracado. Más tarde, un motorista sordo del bar le vende los documentos falsos y John compra una pistola. Cuando casi le pillan probando una llave maestra dentro de la cárcel, los detectives que detuvieron a Lara ven a un John aterrorizado vomitando fuera; le siguen a casa, sospechando que ha vendido la casa y sus pertenencias. John también aprende a entrar en la furgoneta del laboratorio médico que realiza las pruebas de diabetes de Lara. Al enterarse de que Lara será trasladada a una prisión de alta seguridad en tres días, John no puede cerrar la venta de la casa a tiempo y se prepara para robar un banco, pero no puede llevarlo a cabo y casi atropella a una madre y a su hijo en su estrés. Una visita a Lara da lugar a una discusión y, en un arrebato de furia silenciosa, ella declara que es culpable, pero John se niega a creerla. Sigue a un traficante hasta un laboratorio de metanfetamina, incendia el edificio y se lleva el dinero a punta de pistola, pero un tiroteo acaba con uno de los delincuentes muerto. John rompe una luz trasera mientras lleva al traficante herido a un hospital, pero el hombre muere y John abandona su cuerpo en una parada de autobús. El padre de John encuentra sus billetes de avión y se da cuenta de su plan, y comparten un último adiós.
Poniendo en marcha su plan, John corta las líneas telefónicas del laboratorio y coloca en la furgoneta análisis de sangre falsificados que indican que Lara se encuentra en estado de hiperpotasemia, antes de dejar a Luke en una fiesta de cumpleaños. Como su médico no puede ponerse en contacto con el laboratorio, Lara es trasladada a un hospital. Los detectives rastrean la luz trasera rota de John e irrumpen en su casa vacía, dándose cuenta de que está planeando liberar a su mujer. En el hospital, John incapacita a los guardias de Lara y la convence para que escape con él. Enfrentados a los detectives, consiguen escabullirse entre una multitud de hinchas de los Pittsburgh Steelers y subir al metro. John acciona la parada de emergencia y evaden a la policía en un coche que había escondido cerca.
Con Luke inesperadamente en el zoológico para la fiesta de cumpleaños, John se da cuenta de que se les ha acabado el tiempo y gira hacia la autopista, diciendo que lo encontrarán más tarde. Lara abre la puerta del coche, dispuesta a caer a la carretera y acabar con sus problemas, pero John la salva por los pelos y se arriesgan a recuperar a Luke del zoológico. Recogen a una pareja de ancianos varados en la estación de tren cerrada como cobertura, pasan el control policial y conducen a la pareja hasta Buffalo, Nueva York. Al llegar a un aeropuerto canadiense, John, Lara y Luke embarcan en un vuelo a Venezuela utilizando sus pasaportes falsos, mientras la policía es engañada por los fragmentos del plan de fuga que John dejó atrás. 
Los investigadores regresan al lugar del asesinato y un flashback revela la inocencia de Lara. Buscando en una alcantarilla cercana, a uno de los detectives se le escapa el botón que podría haber corroborado la coartada de Lara. En un hotel de Caracas, John toma una foto de su mujer y su hijo dormidos.

## Reparto
- Russell Crowe como John Brennan.
- Elizabeth Banks como Lara Brennan.
- Liam Neeson como Damon Pennington.
- Lennie James como Teniente Nabulsi.
- Olivia Wilde como Nicole.
- Daniel Stern como Meyer Fisk.
- Brian Dennehy como George Brennan.
- Ty Simpkins como Luke Brennan.

## Producción

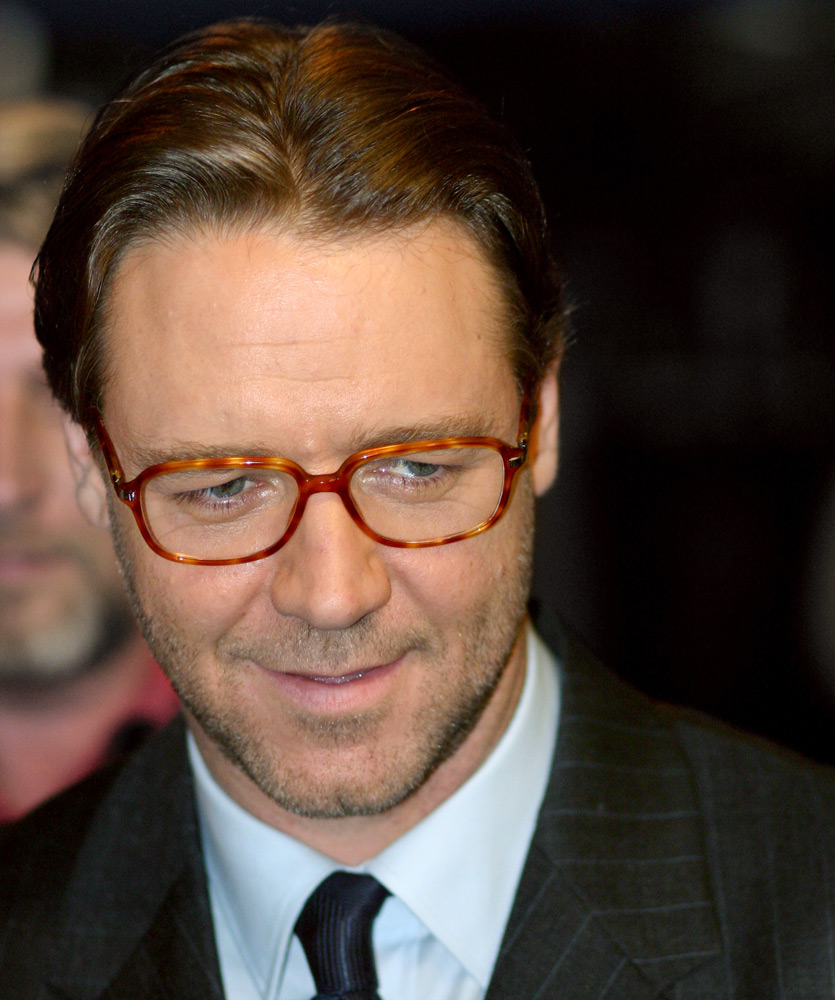
Russell Crowe como John Brennan.

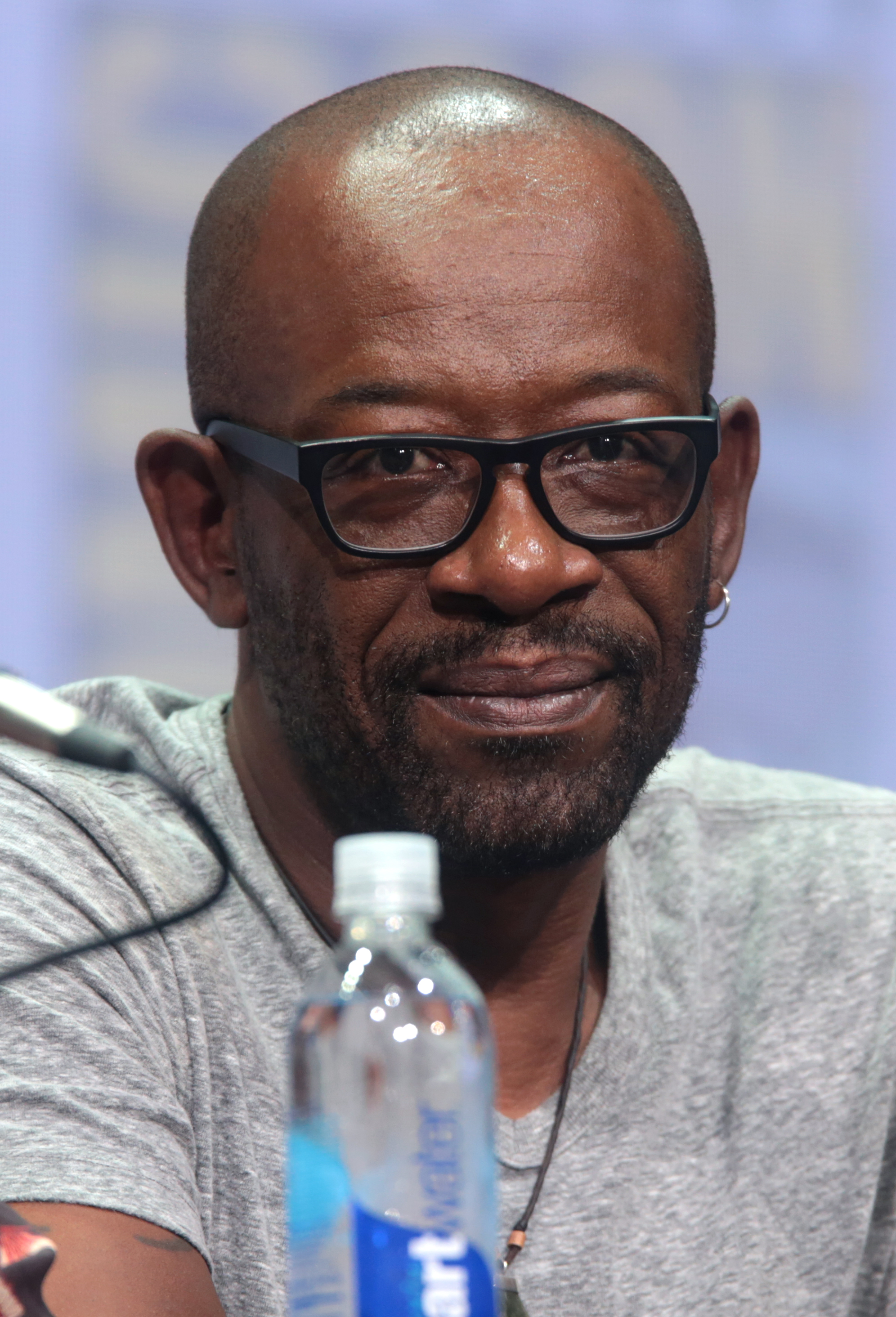
Lennie James como Damon Pennington.

Se empezó a rodar en septiembre de 2009 en diferentes localizaciones de Estados Unidos y Venezuela. Destacando las poblaciones de La Guaira y Caracas en Venezuela; y Pittsburgh en Estados Unidos.

## Recepción

### Respuesta crítica
Según la página de Internet Rotten Tomatoes obtuvo un 51% de comentarios positivos, llegando a la siguiente conclusión: «Russell Crowe y Elizabeth Banks lo dan todo de sí mismos, pero sus buenas interpretaciones no son suficientes para salvar a The Next Three Days de su irregular e inverosímil argumento». Roger Ebert escribió que «es un thriller competente, pero quizá podría haber dado más de sí. [...] Es algo lento, porque se centra mucho en los detalles, pero me mantuvo atento». Manuel Piñón señaló para Cinemanía que «exige al espectador una fe ciega, con giros verosímiles pero excesivamente espectaculares para una película que no pretende ser una cinta de acción [...] resulta bastante entretenida». Según la página de Internet Metacritic obtuvo críticas mixtas, con un 53%, basado en 35 comentarios de los cuales 13 son positivos.

### Taquilla
Estrenada en 2.565 cines debutó en quinta posición con 6 millones de dólares, con una media por sala de 2.552 dólares, por delante de Morning Glory y por detrás de Due Date. Recaudó 21 millones en Estados Unidos. Sumando las recaudaciones internacionales la cifra asciende a 60 millones. El presupuesto estimado invertido en la producción fue de 30 millones.